# Méjannes-le-Clap
Méjannes-le-Clap är en kommun i departementet Gard i regionen Occitanien i södra Frankrike. Kommunen ligger i kantonen Barjac som tillhör arrondissementet Alès. År 2022 hade Méjannes-le-Clap 740 invånare.

## Befolkningsutveckling
Antalet invånare i kommunen Méjannes-le-Clap
Referens:INSEE